# Brachytarsina trinotata
Brachytarsina trinotata är en tvåvingeart som beskrevs av Maa 1986. Brachytarsina trinotata ingår i släktet Brachytarsina och familjen lusflugor. Inga underarter finns listade i Catalogue of Life.